# Gaston Saint-Paul de Sinçay
Adrien-Gaston Calley Saint-Paul de Sinçay, né le 9 juillet 1854 à Angleur et mort le 19 mars 1938 à Bruxelles, est un industriel et cavalier belge, d'origine française.

## Famille
La famille Calley Saint-Paul de Sinçay est une famille subsistante de haute bourgeoisie parisienne, originaire de Bretagne, fixée ensuite en Limousin, puis en Belgique. Pierre-François Calley (1737-1782) était bourgeois de Paris. Paul Calley Saint-Paul (1771-1840), était avocat, chevalier de la Légion d'honneur ; il ajoute à son patronyme le nom de jeune fille de sa belle-mère, née Alexandrine-Madeleine-Julie de Sinçay (1763-1840), à charge à ses descendants de le perpétuer.

## Biographie
Neveu d'Adrien-Charles Calley Saint-Paul, Adrien-Gaston Calley Saint-Paul de Sinçay entre à la Société des Mines et Fonderies de Zinc de la Vieille-Montagne en 1877 et obtient sa licence en droit à la Faculté de droit de Paris en 1879. Secrétaire du conseil d'administration de la Société de la Vieille-Montagne depuis 1884, il y succède en 1890 à son père comme administrateur et directeur général.
Il concourt aux Jeux olympiques d'été de 1900.
Il devient président de la Chambre de commerce française et vice-président de l'Union française de bienfaisance.
Il est promu officier de la Légion d'honneur en 1928.
Il est le beau-père du baron Josse Allard et du prince Albert de Ligne (1874-1957).

## Sources
- Augustin Hamon, Les maîtres de la France, Volume 3, 1938
- Éric Meuwissen, Richesse oblige: la Belle époque des grandes fortunes, 1999